# Государственный переворот в Дагомее (1972)
Государственный переворот в Дагомее был совершён 26 октября 1972 года группой офицеров во главе с майором (позже генералом) Матьё Кереку, заместителем начальника штаба бенинских вооруженных сил и положил конец системе правления, установленной после аннулированных президентских выборов 1970 года, при которой три члена Президентского совета (Кутуку Юбер Мага, Жюстен Ахомадегбе-Тометин и Суру-Миган Апити) должны были сменять друг друга у власти. Триумвират не решил политических, экономических и социальных проблем, стоявших перед Дагомеей. Наоборот, он обострил их, установив в руководстве государства разлад и борьбу за лидерство между министрами, назначаемыми каждым членом триумвирата. Все это не одобрялось не только народом, но и армией.
К моменту переворота пост председателя занимал Ахомадегбе-Тометин.

## История
23 февраля 1972 года провалилась попытка переворота, организованного подполковником Морисом Куанде, 23 марта 1972 провалилась ещё одна попытка — с целью возвращения к власти Эмиля Зинсу, президента страны в 1968—1969 годах.
Заговор был задуман и организован майором Кереку и капитанами Мишелем Аикпе, Мишелем Алладайе и Жанвером Ассогба.
Переворот был совершён силами солдат гарнизона Виды, крупнейшего на тот момент военного городка в стране и произошёл во время заседания Президентского совета днём 26 октября с участием Маги и Ахомадегбе-Тометина (третий член Президентского совета, Апити, находился в Париже, позже вернулся в страну и также был арестован и осуждён).
Первоначально переворот планировался заговорщиками на среду 25 октября, во время заседания Совета министров; но перенос этого еженедельного заседания правительства на четверг вынудил их скорректировать свой план. Колонна танков и бронемашин во главе с капитаном Жанвье Ассогба вышла из военного городка Вида днём в четверг, 26 октября. В Котону, недалеко от резиденции президента, колонна разделилась на две части: одна группа, во главе с капитаном Ассогбой, продолжила свой путь на дворец, а другая направилась к штаб-квартире национального радио. Ранее капитан Айкпе связался с Ахомадегбе-Тометиной и дезориентировал его, сообщив, что переворот будет совершён в его пользу, с устранением от власти двух других членов триумвирата.
По сообщениям с места событий, президентский дворец был окружён танками и бронетехникой. Затем солдаты внезапно появились в зале заседаний кабинета министров во дворце в столице Порто-Ново и начали стрелять поверх голов (никто не пострадал, переворот был полностью бескровным). Кереку во главе отряда солдат ворвался на заседание, где объявил о прекращении работы Президентского совета.
Кереку объявил о перевороте в 15:00 по национальному радио (которое позже стало ORTB), заявив, что «трёхглавая система была поистине монстром», поражённым «врождённым недостатком, пресловутой неэффективностью и непростительной некомпетентностью». Подобно государственному перевороту 1963 года под руководством Кристофа Согло, переворот был воспринят положительно большей частью населения страны. Кереку назвал себя новым главой государства, назначив военных на различные руководящие должности, в частности, Аикпе — министром внутренних дел и безопасности, Алладайе — министром иностранных дел, Ассогба — министром экономики и финансов.

### Последствия
Члены Президентского совета и многие другие видные политические деятели были арестованы и заключены в тюрьму или помещены под домашний арест до 1981 года. После освобождения из-под домашнего ареста в 1981 году Мага, Ахомадегбе-Тометин и Апити переехали в Париж.
30 ноября 1972 года М. Кереку зачитал программную речь, показав, что «ничто уже не будет прежним». «Основной характеристикой и первоисточником отсталости нашей страны является иностранное засилье. История этого господства — это история политического гнёта, экономической эксплуатации, культурного отчуждения, расцвета межрегиональных и межплеменных противоречий… 6 октября закончилось прошлое и инициировалась новая политика национальной независимости, основой и целью которой остаются её интересы и её суть»", — заявил он.
30 ноября 1974 года в своей речи перед жителями Абомея, Кереку провозгласил поддержку платформы марксизма-ленинизма. Вскоре началось сближение Дагомеи с Советским Союзом и Восточным блоком. 30 ноября 1975 года Кереку объявил о прекращении существования Республики Дагомея и создании Народной республики Бенин, названной в честь Бенинского царства, некогда процветавшего на юго-центральной части соседней Нигерии. Народно-революционная партия Бенина (НРПБ), задуманная как авангардная партия, была создана в тот же день в качестве единственной легальной политической партии страны.
Курс страны оставался неизменным до 7 декабря 1989 года, когда М. Кереку провозгласил отход от прежних идеалов, переход к демократии и многопартийности.